# Amphoe Sankhaburi
Amphoe Sankhaburi (Thai: อำเภอ สรรคบุรี) ist ein Landkreis (Amphoe – Verwaltungs-Distrikt) im südlichen Teil der Provinz Chai Nat. Die Provinz Chai Nat liegt im nördlichen Teil der Zentralregion von Thailand.

## Geographie
Benachbarte Distrikte (von Westen im Uhrzeigersinn): die Amphoe Hankha, Mueang Chai Nat und Sapphaya der Provinz Chai Nat, die Amphoe In Buri und Bang Rachan der Provinz Sing Buri sowie Amphoe Doem Bang Nang Buat der Provinz Suphan Buri.

## Verwaltung

### Provinzverwaltung
Der Landkreis Sankhaburi ist in acht Tambon („Unterbezirke“ oder „Gemeinden“) eingeteilt, die sich weiter in 92 Muban („Dörfer“) unterteilen.
| Nr. | Name                | Thai       | Muban | Einw.  |
| --- | ------------------- | ---------- | ----- | ------ |
| 01. | Phraek Si Racha     | แพรกศรีราชา | 16    | 15.932 |
| 02. | Thiang Thae         | เที่ยงแท้     | 10    | 06.233 |
| 03. | Huai Krot           | ห้วยกรด     | 09    | 08.970 |
| 04. | Pho Ngam            | โพงาม      | 13    | 07.653 |
| 05. | Bang Khut           | บางขุด      | 12    | 07.227 |
| 06. | Dong Khon           | ดงคอน      | 16    | 12.082 |
| 07. | Don Kam             | ดอนกำ      | 08    | 02.896 |
| 08. | Huai Krot Phatthana | ห้วยกรดพัฒนา | 08    | 05.436 |

### Lokalverwaltung
Es gibt acht Kommunen mit „Kleinstadt“-Status (Thesaban Tambon) im Landkreis:
- Huai Krot (Thai: เทศบาลตำบลห้วยกรด) bestehend aus dem kompletten Tambon Huai Krot.
- Pho Ngam (Thai: เทศบาลตำบลโพงาม) bestehend aus dem kompletten Tambon Pho Ngam.
- Bang Khut (Thai: เทศบาลตำบลบางขุด) bestehend aus dem kompletten Tambon Bang Khut.
- Don Kam (Thai: เทศบาลตำบลดอนกำ) bestehend aus dem kompletten Tambon Don Kam.
- Huai Krot Phatthana (Thai: เทศบาลตำบลห้วยกรดพัฒนา) bestehend aus dem kompletten Tambon Huai Krot Phatthana.
- Phraek Si Racha (Thai: เทศบาลตำบลแพรกศรีราชา) bestehend aus Teilen des Tambon Phraek Si Racha.
- Dong Khon (Thai: เทศบาลตำบลดงคอน) bestehend aus dem kompletten Tambon Dong Khon.
- Sankhaburi (Thai: เทศบาลตำบลสรรคบุรี) bestehend aus Teilen des Tambon Phraek Si Racha.

Außerdem gibt es eine „Tambon-Verwaltungsorganisationen“ (องค์การบริหารส่วนตำบล – Tambon Administrative Organizations, TAO)
- Thiang Thae (Thai: องค์การบริหารส่วนตำบลเที่ยงแท้) bestehend aus dem kompletten Tambon Thiang Thae.